# الإمساك عما شجر بين الصحابة
الإمساك عما شجر بين الصحابة هو موقف عقدي عند بعض علماء الدين المسلمين يستلزم ترك ما حصل بين صحابة النبي محمد من الاختلاف والحروب. يرى بعضهم ضرورة ترك الكلام فيما حدث بينهم مطلقاً دون تصويبٍ لأحدٍ أو تخطئة. غالباً ما يُقصد بهذه الأحداث ما وقع عقب وفاة النبي محمد أو ما تلا اغتيال عثمان بن عفان وتولي علي بن أبي طالب الخلافة وما حدث من خلاف واقتتال بعد ثورة معاوية والأمويين ضد الإمام علي.

## أحداث الفتنة الكبرى

### مؤيدو علي بن أبي طالب
أغلب الصحابة من المؤيدين للإمام علي بن أبي طالب، حيث اتفقوا على أن البيعة أولًا للإمام، وتوحيد صفوف المسلمين قبل الاقتصاص والبحث عن القتلة فيما بعد البيعة، ثم الاقتصاص من قتلة عثمان. وكان على رأس الصحابة الموالين لعلي، الصحابي عمار بن ياسر، الذي حذّر الرسول محمد على أنّه ستقتله الفئة الباغية.

### مؤيدو معاوية بن أبي سفيان
كان من المؤيدين لفكرة معاوية بن ابي سفيان غالبية بني أمية، ورأيهم هو الاقتصاص من قاتلي عثمان أولاً ثم البيعة للإمام علي بن أبي طالب.
حين رفض معاوية أن يبايع الإمام علي بن أبي طالب، وتحجّج بالاقتصاص ثم البيعة، أمر الإمام علي أن تُحرك الجيوش باتجاه الشام حتى يخمد ثورة معاوية.

## مقتل علي بن أبي طالب
بعد الاحتكام لكتاب الله والشد والاخذ وافق الامام علي على الاحتكام وان الامر يكون بعد ثلاثة أشهر ولكن من كان في جيش علي جيش كبير انفصل عنه وكفر معاوية وأراد قتل معاوية والامام علي رفض لذلك خرجوا عنه وخططوا لقتله اتجه عبد الرحمن بن ملجم واثنان آخران لقتل علي بن أبي طالب وعمرو بن العاص ومعاوية بن أبي سفيان فقتل علي وهو متجهه للمسجد وجرح معاوية وانقطع نسله وهو يصلي، وسعى عمرو التميمي إلى قتل عمرو بن العاص في المسجد، وكان عمرو بن العاص مريضاً غائباً عن المسجد وجعل مكانَه خارجة بن حذافة فُقتلَ خارجة بيد عمرو التميمي بالخطأ.

## تنازلالحسن بن عليعن الحكم
أصبح الحسن بن علي خليفة المسلمين بعد ابيه لمدة اقل من سنة ولايزال معاوية في الشام والخوارج خلف الحسن بن علي فامر الجيوش بالاتجاه للشام لعقد الصلح واتفاق المسلمين على كلمة واحدة ضد الروم والخوارج ووافق معاوية على شروط الحسن وأهم شرط ان لايلاحق قاتلي عثمان ويكف عن مطاردة أي قاتل وتكف الحرب وسمي ذلك العام عام الجماعة

## مواقف طوائف المسلمين

### آراء أهل السنة
سُئل عمر بن عبد العزيز عن القتال الذي حصل بين الصحابة، فقال: (تلك دماء طهّر الله يدي منها؛ أفلا أُطهر منها لساني؟ مَثَلُ أصحاب رسول الله—مَثَلُ العيون؛ ودواء العيون ترك مسها).
سئل الحسن البصري عن قتال الصحابة فيما بينهم فقال: (قتال شهده أصحاب محمد—وغبنا، وعلموا وجهلنا، واجتمعوا فاتبعنا، واختلفوا فوقفنا).
قال الإمام أحمد بعد أن قيل له: ما تقول فيما كان بين علي ومعاوية؟ قال: (ما أقول فيهم إلاّ الحسنى).
قال ابن أبي زيد القيرواني في صدد بيان ما يجب أن يعتقده المسلم في أصحاب رسول الله—وما ينبغي أن يُذكروا به فقال: (وأن لا يُذكر أحد من صحابة الرسول إلاّ بأحسن ذكر، والإمساك عمّا شجر بينهم، وأنهم أحق الناس أن يلتمس لهم أحسن المخارج، ويُظن بهم أحسن المذاهب).
قال أبو عبد الله بن بطة أثناء عرضه لعقيدة أهل السنة والجماعة: (ومن بعد ذلك نكفّ عما شجر بين أصحاب رسول الله—وقد شهدوا المشاهد معه، وسبقوا الناس بالفضل؛ فقد غفر الله لهم، وأمرك بالاستغفار لهم، والتقرب إليه بمحبتهم، وفرض ذلك على لسان نبيه وهو يعلم ما سيكون منهم أنهم سيقتتلون؛ وإنما فُضلوا على سائر الخلق؛ لأن الخطأ العمد قد وُضِعَ عنهم وكل ما شجر بينهم مغفور لهم).
قال أبو عثمان الصابوني في صدد عقيدة السلف وأصحاب الحديث: (ويرون الكف عمّا شجر بين أصحاب رسول الله—وتطهير الألسنة عن ذكر ما يتضمن عيباً لهم ونقصاً فيهم، ويرون الترحم على جميعهم والموالاة لكافتهم)(6).
قال أبو عبد الله القرطبي: (لا يجوز أن ينسب إلى أحد من الصحابة خطأ مقطوع به؛ إذ كانوا كلهم اجتهدوا فيما فعلوه وأراد الله عز وجل. وهم كلهم لنا أئمة، وقد تُعبّدنا بالكف عمّا شجر بينهم، وألاّ نذكرهم إلا بأحسن الذكر لحرمة الصحبة، ولنهي النبي—عن سبهم (7)، وأن الله غفر لهم وأخبر بالرضى عنهم)(8).
قال ابن تيمية في عرضه لعقيدة أهل السنة والجماعة فيما شجر بين الصحابة: (ويمسكون عما شجر بين الصحابة ويقولون: إن هذه الآثار المروية في مساويهم منها ما هو كذب، ومنها ما قد زيد فيه ونقص، وغُيّر عن وجهه، والصحيح منه هم فيه معذورون: إما مجتهدون مصيبون، وإما مجتهدون مخطئون)(9).
وكذلك ما ذكره شيخنا ابن عثيمين حيث قال: (وهذا الذي حصل أي بين الصحابة موقفنا نحن منه له جهتان:
الجهة الأولى: الحكم على الفاعل، والجهة الثانية: موقفنا من الفاعل.
أما الحكم على الفاعل فقد سبق، وأن ما ندين الله به أن ما جرى بينهم فهو صادر عن اجتهاد، والاجتهاد إذا وقع فيه الخطأ فصاحبه معذور مغفور له.
وأما موقفنا من الفاعل فالواجب علينا الإمساك عما شجر بينهم. ولماذا نتخذ من فعل هؤلاء مجالاً للسب والشتم والوقيعة فيهم والبغضاء بيننا؟ ونحن في فعلنا هذا إما آثمون، وإما سالمون ولسنا غانمين أبداً)(10).
فهذه طائفة من كلام أكابر علماء الإسلام من سلف هذه الأمة والمعاصرين؛ تبيّن منها الموقف الواجب على المسلم أن يقفه من الآثار المشتملة على النيل من أحد من الصحابة أجمعين بسبب ما وقع بينهم من شجار، وخلاف، ومقاتلة؛ خاصة في حرب الجمل وصفين، وهو صيانة القلم واللسان عن ذكر ما لا يليق بهم، وإحسان الظن بهم، والترضي عنهم أجمعين، ومعرفة حقهم ومنزلتهم، والتماس أحسن المخارج لما ثبت صدوره من بعضهم، واعتقاد بعضهم أنهم مجتهدون؛ والمجتهد مغفور له خطؤه إن أخطأ، وأن الأخبار المروية في ذلك منها ما هو كذب، ومنها ما قد زيد فيه أو نقص منه حتى تحرّف عن أصله وتشوّه. كما تبين من هذه النقول المتقدم ذكرها أن عقيدة الفرقة الناجية أهل السنة والجماعة فيما شجر بينهم هو الإمساك (11).
فإذا تبين لنا أن الإجماع قد وقع من علماء المسلمين على السكوت عما شجر بين الصحابة، وعدم التنقيب أو التنقير عما حصل بينهم من حروب وقتال؛ ولو حسنت نية المتكلم أو السامع، كان من المناسب أن نعرف معنى السكوت نحوهم.
معنى السكوت:
أما معنى السكوت عما شجر بين الصحابة: فهو عدم الخوض فيما وقع بينهم من الحروب والخلافات على سبيل التوسع وتتبع التفصيلات ونشرها بين العامة بطريق أو آخر (12) وقد أشار إلى ذلك الإمام الحافظ الذهبي تعالى قائلاً: (إن كثيراً مما حدث بين الصحابة من شجار وخلاف ينبغي طيّه وإخفاؤه بل إعدامه، وإن كتمان ذلك متعين على العامة بل آحاد العلماء)(13).
وأما الآثار السلبية في نشر أحاديث الفتنة وأخبار النزاع بين الصحابة فهي:
أنها أوقفت المسلمين على ما لا ينبغي لهم أن يقفوا عليه.
أن في بثها والحديث عنها عند عامة الناس مخالفة لما عليه السلف الصالح.
أنها تفسد على المسلمين سلامة صدورهم، وصفاء قلوبهم على الصحابة، ولا يخالف في ذلك إلا مكابر أو جاهل.
أنها تثير بين الناس الشبهات، وتضاعف لديهم الأوهام حول الصحابة الكرام؛ وتتزعزع منه الثقة بالصحابة عند كثير من الناس.
أن في نشرها بهذه الطريقة خلافاً للحكمة الدعوية، والطرق التعليمية، كما قال علي: (حدثوا الناس بما يعرفون أتحبون أن يُكَذّبَ اللهُ ورسولُه؟)(14).
الإيرادات:
قبل الانتهاء والخروج مما أردت بيانه، أرى من الواجب أن أجيب عن بعض الأسئلة التي هي في حكم الإيرادات والشبهات حول هذا الموضوع.
الإيراد الأول:
لعل قائلاً يقول: قد سلمنا لكم بما ذكرتموه وقرّرتموه آنفاً، لكنّ هذا محمول على من أراد ذكر ما شجر بين الصحابة على وجه التنقيص والبغض، وسوء الظن بهم ونحوه مما هو مثار للفتنة عياذاً بالله.
أما من أراد ذكر ذلك على وجه المحبة للجميع، مع سلامة الصدر والترحم عليهم وحسن الظن بهم؛ فهذا ليس محل نزاعنا!!
أقول: نحن لا نسلّم لك ما قلته لعدة مخالفات شرعية؛ منها:
1-أن هذا القول خلاف الأصل المقرر عند عامة السلف والخلف، وهو السكوت عما شجر بين الصحابة، سواء كان الحديث عنهم عن حسن ظنٍ أو سوء ظن لما في ذلك من درء للمفسدة الحاصلة وسدّ للذريعة المفضية للشبه والفتنة كما هو معلوم من الواقع بالضرورة.
فهذا العوام بن حوشب يقرر هذا الأصل: (أدركت من صدر هذه الأمة بعضهم يقول لبعض: (اذكروا محاسن أصحاب رسول الله—لتأتلف عليها القلوب، ولا تذكروا ما شجر بينهم فتحرّشوا (15) الناس عليهم)(16)، وبلفظ آخر قال: (.. فتجسّروا (17) الناس عليهم)(18).
2-وكذلك هو أيضاً خلافٌ للأصل المحقق وهو الوقوع في الفتنة؛ ولهذا لا يجوز لك أن تخالف أصلاً محققاً رجاء سلامة صدرٍ مظنونة!
فقد قال رسول الله: (الحلال بيّن والحرام بيّن وبينهما مشتبهات لا يعلمها كثير من الناس، فمن اتقى الشبهات فقد استبرأ لدينه وعرضه، ومن وقع في الشبهات وقع في الحرام، كراع يرعى حول الحمى يوشك أن يواقعه؛ ألا وإن لكل ملك حمى، ألا إن حمى الله محارمه، ألا وإن في الجسد مضغة إذا صلحت صلح الجسد كله، وإذا فسدت فسد الجسد كله ألا وهي: القلب)(19).
وعن الحسن بن علي قال: حفظت من رسول الله : (دع ما يريبك إلى ما لا يريبك)(20).
3-أيضاً في ذكر ما حصل بين الصحابة مع ادعاء أمن الفتنة وسلامة الصدر؛ أمنٌ من مكر الله، عياذاً بالله فقد قال الله في سورة الأعراف: ((أََفَأََمِنُوا مَكْرَ اللَّهِ فَلا يَاً مَنُ مَكْرَ اللَّهِ إلاَّ القَوْمُ الخَاسِرُونَ)) [الأعراف: 99].
وكذلك فيه تعرّض للفتن التي طالما استعاذ منها النبي؛ فعن المقداد بن الأسود قال: وأيم الله! لقد سمعت رسول الله—يقول: (إن السعيد لمن جُنّب الفتن، إن السعيد لمن جنب الفتن، إن السعيد لمن جنب الفتن، ولمن ابتلي فصبر فواها)(21).
4-لو سلمنا أن أحداً خاض فيما شجر بين الصحابة ؛ ثم خرج من ذلك بسلامة صدر وصفاء قلب؛ لكان هذا تحصيل حاصل ونوع عبث، ومخالفة لمنهج السلف الصالح تجاه هذه الفتنة، بل هو في الحقيقة ضرب من الخيال، وخلاف الواقع المألوف.
5-ثم إذا كان الأمر كذلك كما ذكر المعترض فهذا يكون لآحاد العلماء خاصة لا عامة الناس كما ذكره الإمام الذهبي ؛ فليت شعري هل هذا هو محل نزاعنا، أو هو فيما انتشر بين أيدي الناس كافة عالمهم وعامّيّهم وصغيرهم وكبيرهم؟ والله المستعان!
الإيراد الثاني:
ولعل قائلاً يقول: إننا نجد كثيراً من كتب التاريخ المشهورة المرضية عند عامة المسلمين قد ذكرت ما جرى وحصل بين الصحابة بكل تفصيل وتحليل؛ فلنا فيهم أسوةٌ حسنة، فيسعنا ما يسعهم!!
أقول: إن هذا القول حقّ لا شك فيه؛ فقد ذكرت كتب التاريخ بعامة ما شجر بين الصحابة بيد أنها لم تذكر ذلك للاستئناس، والتشوّف لأخبارهم والتفكه بحروبهم وقتالهم، ونحو ذلك؛ فحاشاهم فهم أبعد الناس عن ذلك.
ولا ننسَ أيضاً أنه كما ثبت في كتبهم ما شجر بين الصحابة ؛ فكذلك قد ثبت تقريرهم لمعتقد السلف عن الكف والإمساك عما شجر بينهم؛ وهذا لم يكن منهم تناقضاً كما يزعمه من ليس له أدنى علم بحالهم؛ فهؤلاء الأئمة قد ذكروا ذلك وسطّروه في كتبهم لأمور مهمة منها:
1- إبراء للذمة؛ فكان من الأمانة العلمية أن يذكروا ذلك حفظاً للتاريخ الإسلامي من عادية المحرفين أهل البدع والأهواء؛ كي لا يُدخَلَ فيه ما ليس منه، أو يُخرج ما هو منه؛ لذا جعلوا من أنفسهم حراساً على تاريخ الأمة الإسلامية.
2- كان هذا منهم إتماماً للتاريخ الإسلامي، فكما بدأوا بكتب أوله فكذلك ساروا إلى آخره دون نقص أو ثلب؛ مما قد يجعل للطاعنين علينا سبيلاً.
فهذه الأمم أجمع لا تعتز إلا بعزّ تاريخها، ولا تُذل إلا بضياع تاريخها أو بعضه؛ فتأمل هذا يا رعاك الله.
3- كذلك أرادوا من ذكر أخبارهم وحفظها العبرة والعظة لمن بعدهم، كما ذكر ذلك أبو الفرج ابن الجوزي: واعلم أن في ذكر السير والتواريخ فوائد كثيرة؛ أهمها فائدتان:
إحداهما: أنه إن ذكرت سيرة حازم ووصفت عاقبة حاله علمت حسن التدبير واستعمال الحزم، وإن ذكرت سيرة مفرط ووصفت عاقبته خفت من التفريط.
ويتضمن ذلك شحذ صوارم العقول، ليكون روضة للمتنزه في المنقول.
الثانية: أن يطلع بذلك على عجائب الأمور وتقلبات الزمان، وتصاريف القدر، والنفس تجد راحة بسماع الأخبار (22).
وبهذا نعلم أن بعض الأحكام الشرعية قد تبينت من خلال ما حصل بين الصحابة ؛ فمن ذلك: أحكام قتال أهل البغي كما قرر ذلك علي مع المخالفين، وهذا باب واسع ومهم، ولولا ما حصل بينهم من قتال لما علم ذلك؛ والله أعلم (23).
4- كذلك نجدهم لم يذكروا أخبار هذه الفتنة وحوادثها سرداً بلا زمام أو خطام! بل أسندوها إبراء للذمة، في حين نراهم لم يغفلوا هذا الجانب بل لهم عناية بنقد كثير من الروايات والأخبار مع بيان صحيحها من سقيمها، وتوجيه ما أمكن توجيهه.
5- كذلك لم يكن قصدهم من ذكر وكتابة ما شجر بين الصحابة نشرها وترويجها بين الخاصة والعامة من المسلمين، لا، ما هذا الذي أرادوه بل غاية علمهم أن الذي سيقف مستفيداً من كتبهم هم العلماء خاصة دون عامة المسلمين كما هو مألوف لدى المجتمع.
وبعد هذا: هاك أخي المسلم الكريم ما قاله الإمام المحدث أبو بكر الآجرّي ؛ كي تقرّ عينك ويطمئن قلبك لما سطرنا لك آنفاً؛ حيث نراه يردّ على بعض الاعتراضات والإيرادات نحو ما شجر بين الصحابة :
قال : (ينبغي لمن تدبر ما رسمنا من فضائل أصحاب رسول الله --، وفضائل أهل بيته أجمعين أن يحبهم، ويترحم عليهم، ويستغفر لهم، ويتوسل إلى الله لهم (24)، ويشكر الله العظيم إذ وفقه لهذا، ولا يذكر ما شجر بينهم، ولا ينقر عنهم، ولا يبحث.
فإذا عارَضَنا جاهل مفتون قد خطي به عن طريق الرشاد، فقال: لِمَ قاتل فلان لفلان؟ ولِمَ قتل فلان لفلان وفلان؟!
قيل له: ما بنا وبك إلى ذكر هذا حاجة تنفعنا ولا اضطررنا إلى علمها.
فإن قال قائل: ولِمَ؟
قيل: لأنها فتن شاهدها الصحابة، فكانوا فيها على حسب ما أراهم العلم بها، وكانوا أعلم بتأويلها من غيرهم، وكانوا أهدى سبيلاً ممن جاء بعدهم؛ لأنهم أهل الجنة، عليهم نزل القرآن، وشاهدوا الرسول—وجاهدوا معه، وشهد لهم عز وجل بالرضوان، والمغفرة، والأجر العظيم، وشهد لهم الرسول—أنهم خير قرن، فكانوا بالله عز وجل أعرف، وبرسوله --، وبالقرآن، وبالسنة، ومنهم يؤخذ العلم، وفي قولهم نعيش، وبأحكامهم نحكم، وبأدبهم نتأدب، ولهم نتبع، وبهذا أمرنا.
فإن قال قائل: وما الذي يضرنا من البحث عن أخبارهم ومعرفتنا لما جرى بينهم؟
قيل له: الضرر لا شك فيه، وذلك أن عقول القوم كانت أكبر من عقولنا، وعقولنا أنقص بكثير، ولا نأمن أن نبحث عما شجر بينهم فننزل عن طريق الحق ونتخلف عما أمرنا فيهم.
فإن قال قائل: وبِمَ أُمرنا فيهم؟
قيل: أُمرنا بالاستغفار لهم والترحم عليهم والمحبة لهم والاتباع لهم..
فإن قال قائل: إنما مرادي من ذلك لأن أكون عالماً بما جرى بينهم فأكون على ما كانوا فيه لأني أحب [ أن أعلم ]ذلك ولا أجهله.
قيل له: أنت طالب فتنة؛ لأنك تبحث عما يضرك ولا ينفعك، ولو اشتغلت بإصلاح ما لله عز وجل عليك فيما تعبّدك به من أداء فرائضه، واجتناب محارمه كان أوْلى بك.
وقيل له: ولا سيما في زماننا هذا مع قبح ما قد ظهر فيه من الأهواء الضالة (25).
وقيل له: اشتغالك بمطعمك، وملبسك من أين هو؟ أوْلى بك، وتمسكك بدرهمك من أين هو؟ وفيم تنفقه أوْلى بك.
وقيل: لا نأمن أن تكون بتنقيرك وبحثك عما شجر بين القوم إلى أن يميل قلبك فتهوى ما لا يصلح لك أن تهواه، ويلعب بك الشيطان فتسب وتبغض من أمرك الله بمحبته والاستغفار له وباتباعه، فتزل عن طريق الحق، وتسلك طريق الباطل (26).
سئل شيخ الإسلام ابن تيمية عما شجر بين الصحابة علي ومعاوية هل يطالبون به أم لا
فَأَجَاب: قد ثبت بالنصوص الصحيحة أن عثمان وعليًا، وطلحة، والزبير، وعائشة، من أهل الجنة، بل قد ثبت في الصحيح أنه لا يَدْخُل النارَ أحَدٌ بايع تحت الشجرة.وأبو موسى الأشعري، وعمرو بن العاص، ومعاوية بن أبي سفيان، هم من الصحابة، ولهم فضائل ومحاسن
وما يحكى عنهم كثير منه كَذِب، والصدق منه إن كانوا فيه مجتهدين، فالمجتهد إذا أصاب فله أجران، وإذا أخطأ فله أجر، وخطؤه يغفر له
وإن قُدِّرَ أن لهم ذنوبًًًًا، فالذنوب لا توجب دخول النار مطلقًًًًا، إلا إذا انتفت الأسباب المانعة من ذلك وهي عشرة:
منها التوبة، ومنها الاستغفار، ومنها الحسنات الماحية، ومنها المصائب المكفرة، ومنها شفاعة النبي ، ومنها شفاعة غيره، ومنها دعاء المؤمنين، ومنها ما يهدي للميت من الثواب والصدقة والعتق، ومنها فتنة القبر، ومنها أهوال القيامة
وقد ثبت في الصحيحين عن النبي أنه قال: «خَيْر القرونِ القرنُ الذي بُعِثْتُ فيه، ثم الذين يَلُونَهُم، ثم الذين يلونهم»
وحينئذ، فمن جزم في واحد من هؤلاء بأن له ذنبًا يدخل به النار قطعًا، فهو كاذب مفتر. فإنه لو قال ما لا علم له به لكان مبطلًًًًا، فكيف إذا قال ما دلت الدلائل الكثيرة على نقيضه؟ فمن تكلم فيما شجر بينهم وقد نهى الله عنه؛ من ذمهم أو التعصب لبعضهم بالباطل فهو ظالم معتد.
وقد ثبت في الصحيح عن النبي أنه قال: «تَمْرُقُ مارقة على حين فُرْقَة من المسلمين تقتلهم أولى الطائفتين بالحق»، وقد ثبت عنه في الصحيح أنه قال عن الحسن: «إن ابني هذا سيد، وسيصلح الله به بين فئتين عظيمتين من المسلمين»
وفي الصحيحين عن عمار أنه قال: «تقتله الفئة الباغية»، وقد قال تعالى في القرآن: {وَإِن طَائِفَتَانِ مِنَ الْمُؤْمِنِينَ اقْتَتَلُوا فَأَصْلِحُوا بَيْنَهُمَا فَإِن بَغَتْ إِحْدَاهُمَا عَلَى الْأُخْرَى فَقَاتِلُوا الَّتِي تَبْغِي حَتَّى تَفِيءَ إِلَى أَمْرِ الله فَإِن فَاءتْ فَأَصْلِحُوا بَيْنَهُمَا بِالْعَدْلِ وَأَقْسِطُوا إِنَّ الله يُحِبُّ الْمُقْسِطِينَ} [1]
فثبت بالكتاب والسنة وإجماع السلف على أنهم مؤمنون مسلمون، وأن عليَّ بن أبي طالب والذين معه كانوا أولى بالحق من الطائفة المقاتلة له، والله أعلم
وإن كان المختار الإمساك عما شجر بين الصحابة فلا يجب الاعتقاد بأن كل واحد من العسكر كان مجتهدا متأولا
قال شَيخُ الإِسْلاَم ابن تَيْمِية:
ومما ينبغي أن يعلم: أنه وإن كان المختار الإمساك عما شَجَرَ بين الصحابة، والاستغفار للطائفتين جميعًا وموالاتهم، فليس من الواجب اعتقاد أن كل واحد من العسْكَر لم يكن إلا مجتهدًا متأولًًًًا؛ كالعلماء، بل فيهم المذنب والمسئ، وفيهم المقصر في الاجتهاد لنوع من الهوى، لكن إذا كانت السيئة في حسنات كثيرة كانت مرجوحة مغفورة
وأهل السنة تحسن القول فيهم وتترحم عليهم، وتستغفر لهم، لكن لا يعتقدون العِصْمَة من الإقرار على الذنوب، وعلى الخطأ في الاجتهاد، إلا لرسول الله ، ومَنْ سواه فيجوز عليه الإقرار على الذنب والخطأ، لكن هم كما قال تعالى: {أُوْلَئِكَ الَّذِينَ نَتَقَبَّلُ عَنْهُمْ أَحْسَنَ مَا عَمِلُوا وَنَتَجاوَزُ عَن سَيِّئَاتِهِمْ} الآية[1].
وفضائل الأعمال إنما هي بنتائجها وعواقبها لا بصورها.

## هامش
الهوامش : (1) انظر: عبد المجيد النجار، دور حرية الرأي في الوحدة الفكرية بين المسلمين، ص75 وما بعدها. (2) انظر: الجامع لأحكام القرآن، للقرطبي (16/332). (3) انظر مناقب الإمام أحمد، لابن الجوزي، ص (146). (4) انظر: رسالة القيرواني مع شرحها الثمر الداني في تقريب المعاني، ص (23). (5) انظر: كتاب الشرح والإبانة على أصول السنة والديانة، ص (268). (6) انظر: عقيدة السلف وأصحاب الحديث ضمن مجموعة الرسائل المنيرية (1/129). (7) انظر: صحيح البخاري (2/292)، ومسلم (4/1967)، وأحمد (3/11). (8) انظر: الجامع لأحكام القرآن، للقرطبي (16/321/322). (9) انظر: العقيدة الواسطية مع شرحها، لمحمد هراس، ص (173). (10) انظر: شرح العقيدة الواسطية، للشيخ ابن عثيمين (617-618). ضمن مجموع الفتاوى (8/617 618). (11) انظر: عقيدة أهل السنة والجماعة في الصحابة الكرام، للدكتور الشيخ ناصر بن علي الشيخ (2/740) بتصرف. (12) انظر: عقيدة أهل السنة والجماعة في الصحابة الكرام، للدكتور: ناصر الشيخ (2/740) بتصرف. (13) انظر: سير أعلام النبلاء، لـ الذهبي، تعالى (10/92). (14) انظر: صحيح البخاري، كتاب العلم (124). (15) التحريش: هو الإغراء بين الناس، انظر: مختار الصحاح (130)، ولسان العرب (6/279). (16) انظر: كتاب الشرح والإبانة على أصول السنة والديانة، لابن بطة (165). (17) أي: تشجعوهم، انظر لسان العرب (4/136). (18) انظر الجامع لأحكام القرآن، للقرطبي (18/33). (19) رواه البخاري (52، 2051)، ومسلم (1599) وغيرهما، من حديث النعمان بن بشير ما. (20) رواه النسائي (8/327)، والترمذي (2518)، وأحمد (1/200) وغيرهم. (21) رواه أبو داود (4/4263). (22) انظر: المنتظم، لابن الجوزي تعالى (1/117). (23) انظر: الفتاوى، لشيخ الإسلام ابن تيمية (4/434، وما بعدها). (24) أي: بالدعاء والترحم والاستغفار لهم، والترضي عليهم. (25) ليت شعري إذا كان هذا الخوف من الآجري على أهل زمان القرن الرابع؛ فكيف الحال إذاً بأهل القرن الخامس عشر؟! (26) انظر كتاب الشريعة، للإمام المحدث أبي بكر محمد الآجري (5/2485-2487) باختصار.